# Pitões das Júnias
Pitões das Júnias es una freguesia portuguesa del concelho de Montalegre, con 36,89 km² de superficie y 201 habitantes (2001). Su densidad de población es de 5,4 hab/km².

## Galería

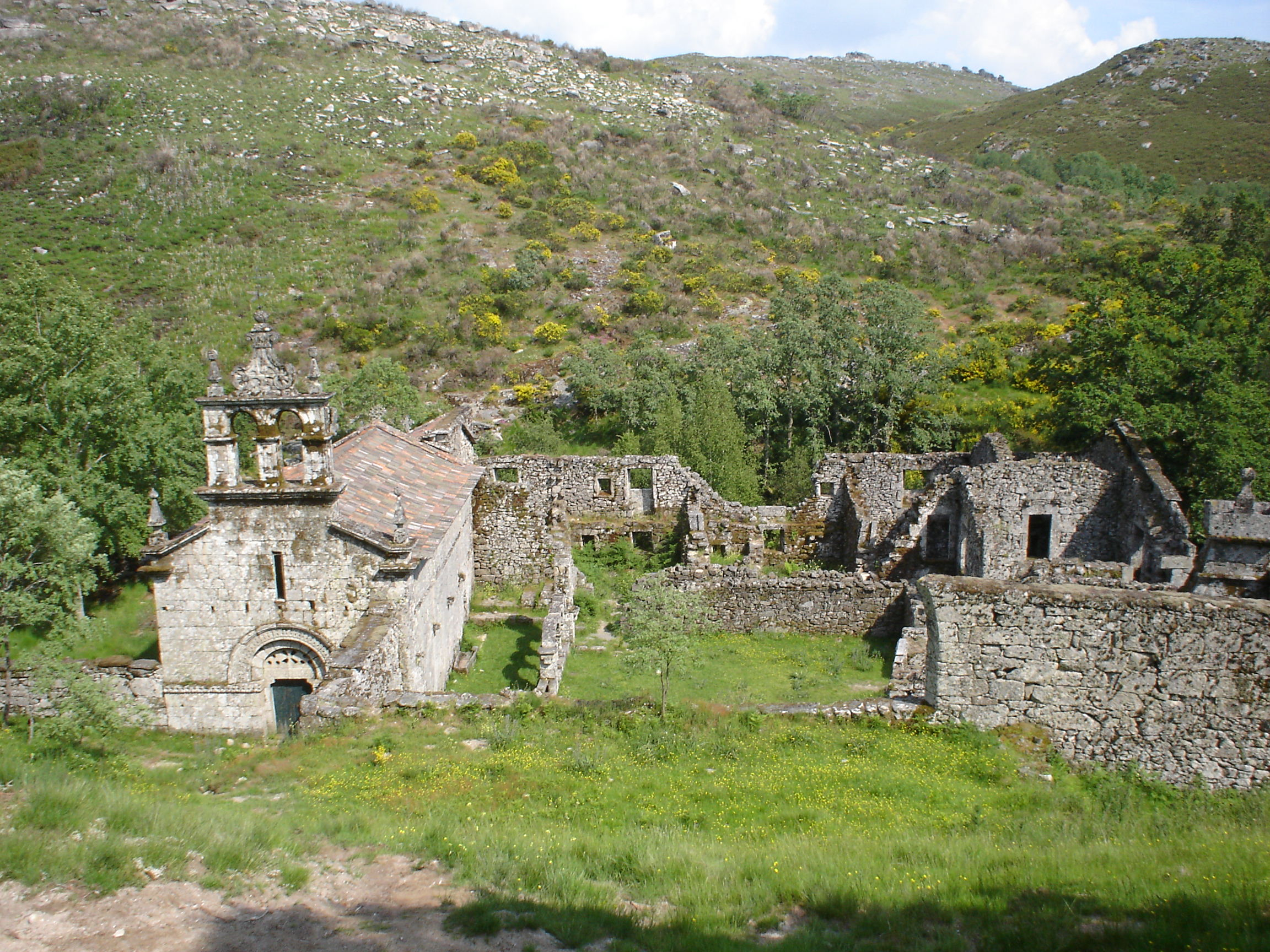
Ruinas del monasterio de Santa Maria das Júnias.